# Simon Léturgie
 (octobre 2018).
Si vous disposez d'ouvrages ou d'articles de référence ou si vous connaissez des sites web de qualité traitant du thème abordé ici, merci de compléter l'article en donnant les références utiles à sa vérifiabilité et en les liant à la section « Notes et références ».
Simon Léturgie, né le 26 juillet 1974 à Caen, est un dessinateur de bande dessinée français. Son père est le scénariste Jean Léturgie, avec lequel il réalise, depuis 1999, sa série la plus connue, Spoon et White.

## Biographie

### Débuts et la révélationPolstar(années 1990)
De par la profession de son père, Simon Leturgie rencontre à 9 ans André Franquin, et a très tôt la vocation pour le dessin. Il débute à 15 ans, en faisant des illustrations pour le journal portuaire du Havre, Port Alliance.
À 18 ans, il part pour Bruxelles, où il sera hébergé chez le scénariste Yann pendant 18 mois. Il est engagé par le journal de Spirou pour faire les illustrations des sommaires du magazine. À 19 ans, il demande à son père de lui écrire des scénarios.
En 1995, il crée avec son père sa maison d'édition John Eigrutel Productions. Parallèlement, il se lance dans l'aventure internet en collaboration avec Multimania pour les premiers essais de bande dessinée en ligne. Il enchaîne avec son service militaire.
C'est en 1996, qu'il sort, sur un scénario de son père, Jean Léturgie, le premier album de Polstar, chez Eirgrutel Productions. Intitulé Le Mérou, ce premier tome est un succès. Deux autres tomes sortent en 1998 et 1999, et les grandes maisons d'édition convoitent le tandem père-fils. Il lance aussi la série Tekila, centrée sur les aventures d'une femme soldat de l'armée américaine, pendant la guerre de sécession. Le succès est plus confidentiel pour cette bande dessinée publiée dans un format à l'italienne, entre 1997 et 1998.

### Spoon & Whiteet succès (années 2000)
En 1999, les éditions Dupuis décident de publier la seconde création du tandem, Spoon et White, avec aussi Yann au scénario. La série est centrée sur un tandem d'inspecteurs de police de New York, adolescents attardés et sans scrupules, amoureux de la très glamour mais impitoyable journaliste Courtney Balconi. La série intègre un nouveau label de l'éditeur, au ton plus adulte, Humour Libre. La série fait partie des succès d'un label qui, lui, ne durera pas.
En 2002, l'éditeur Vents d'Ouest réédite les trois tomes de Polstar et commande de nouveaux albums. Un nouveau cycle est donc entamé avec un quatrième tome, La meute, et un hors-série, faisant office de tome 0. Pour ce même éditeur, Simon Léturgie collabore à la réalisation du collectif sur Léo Ferré. Aux éditions Delcourt, il participe au collectif sur un autre chanteur, Renaud.
En 2001, Simon Léturgie publie dans Lanfeust Mag des gags pour une nouvelle série : Space Cake. Vents d'Ouest éditera les gags en 2004 en un album.
En 2003, il signe avec son père le troisième et dernier tome de Tekila, toujours en auto-édition. Parallèlement, le succès de Spoon et White chez Dupuis s'émousse déjà, alors que l'éditeur préfère désormais se concentrer sur la bande dessinée jeunesse. La série est donc transférée chez Vents d'Ouest, qui publie un cinquième album en 2004, avec Franck Isard en remplacement de Yann. Isard co-signera aussi le tome 7, le tome 6 étant de nouveau co-écrit par Yann. Le huitième et dernier tome, Neverland, sorti en 2010, est réalisé par le tandem Leturgie père-fils seul.
Parallèlement, Simon Leturgie multiplie les projets : en 2004, il co-scénarise avec son père la série fantastique pour la jeunesse Outre-Tombe pour le dessinateur Richard Di Martino.  
En 2005, il instigue la création de la collection Commedia, aux éditions Vents d'ouest, mettant en scène les pièces du répertoire classique en conservant l'intégralité des textes. Cette collection ne connaît pas le succès espéré par son auteur et son éditeur, et s'arrête en 2010 au bout de huit tomes.

### Reprises (années 2010)

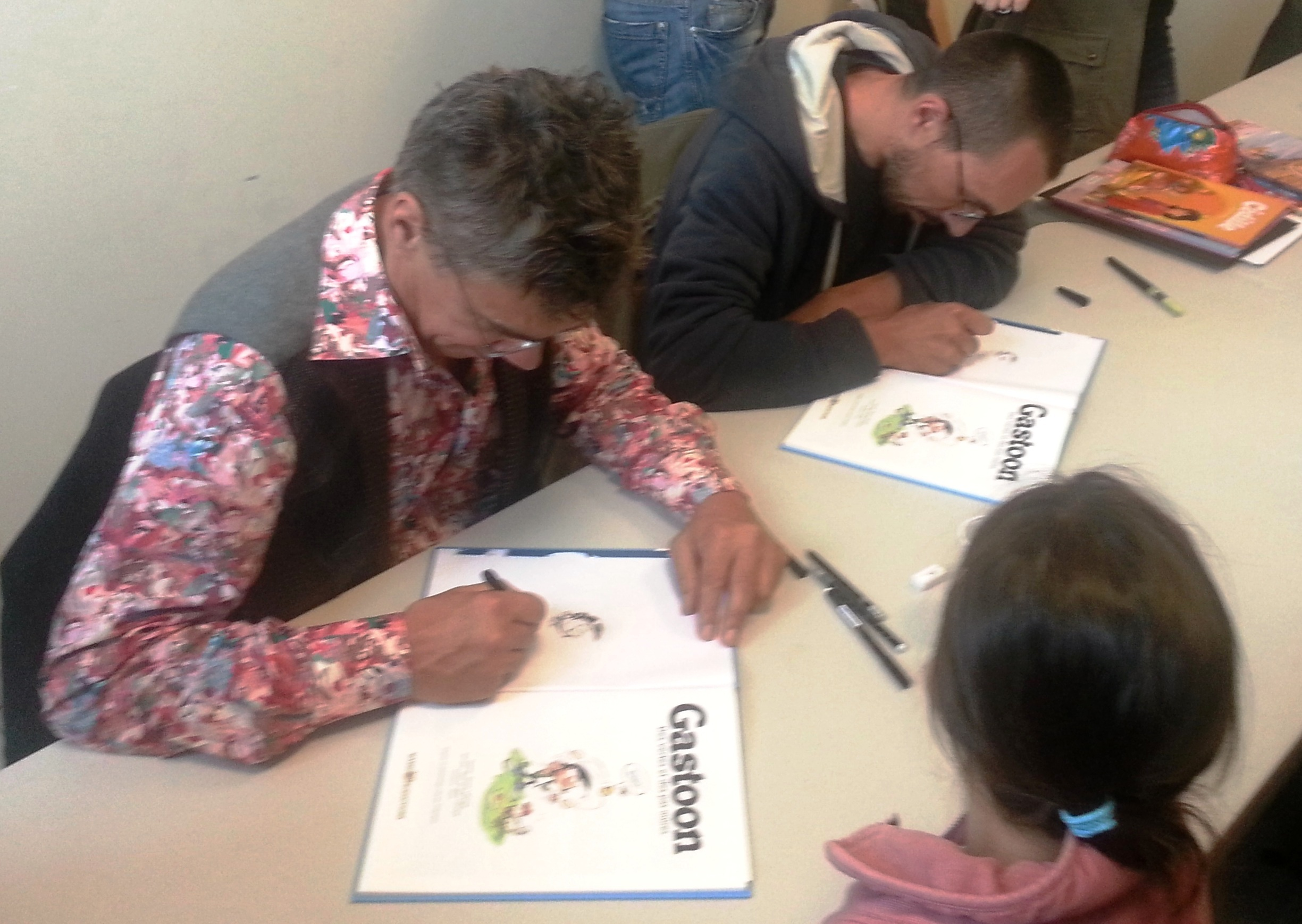
Jean et Simon Léturgie dédicaçant le deuxième tome de Gastoon au festival de la bande dessinée de Buc 2012.

En 2011, Leturgie revient vers le journal de Spirou avec deux projets : d'abord le one-shot Spirou Dream Team : Marcinelle Blues, avec Yann au scénario. L'album parodie l'histoire des éditions Dupuis - et de ses auteurs - sous formes d'animaux. 
Il accepte aussi d'assurer le dessin d'une série dérivée de Gaston, la série culte de Franquin. En effet, les éditions Marsu Productions souhaitent développer commercialement l'univers d'André Franquin tout en se conformant au vœu de l'auteur, qui était de ne pas reprendre la série originale Gaston Lagaffe. Le choix se porte donc sur le neveu du célèbre gaffeur qui apparaît déjà dans quelques planches publicitaires pour une marque de piles. À partir de ces planches réalisées par André Franquin lui-même (visibles dans l'album 19 de Gaston Lagaffe), Leturgie père et fils, aidés par Yann, lancent la série Gastoon en 2011. Un second tome sortira en 2012.
Les éditions Bamboo lui confient dans la foulée le dessin d'un one-shot destiné aux tout-petits, une adaptation en bande dessinée du classique de la littérature, Les Trois Petits Cochons.
En 2013, Simon Léturgie lance le site de bandes dessinées gratuites « EBOOK BD GRATUIT ». Il y propose de télécharger gratuitement des bandes dessinées au format PDF.
En 2016, les éditions Bamboo le confirment comme nouveau dessinateur de leur plus gros succès commercial, Les Profs. Simon Léturgie remplace le dessinateur historique de la série, Pica, à partir du tome 18.

## Publications

### Séries
- Polstar (dessin), avec Jean Léturgie (scénario), Vents d'Ouest

1. Le Mérou, 1996
2. Le Monkey, 1998
3. L'empire, 1999
4. La meute, 2002

- John Eigrutel (dessin), avec Jean Léturgie (scénario), John Eigrutel Productions

1. Le contrat Polstar, 1996
2. Le contrat Bob Steel, 1996

- Tekila (dessin), avec Jean Léturgie (scénario), John Eigrutel Productions, coll. « Collector ».

1. Tekila, 1997.
2. Tekila 2, 1998[2].
3. Tekila 3, 2006.

- Spoon et White (dessin), avec Jean Léturgie (scénario) et Yann (coscénario tomes 1 à 6)

1. Requiem pour dingos, Dupuis, coll. « Humour libre », 1999
2. À gore et à cris, Dupuis, coll. « Humour libre », 2000
3. Niaq micmac, Dupuis, coll. « Humour libre », 2001
4. Spoonfinger, Dupuis, coll. « Humour libre », 2002
5. Funky Junky, Vents d'Ouest, coll. « Humour », 2003
6. XXL, 2005
7. Manhattan Kaputt, 2007
8. Neverland, 2010

- Outre-Tombe (scénario avec Jean Léturgie), avec Richard Di Martino (dessin), Vents d'Ouest, coll. « Humour »

1. Maman est revenue, 2004
2. Loup y es-tu ?, 2005
3. Trois petits tours et puis s'en vont, 2006

- Commedia

1. Les Précieuses ridicules, d'après Molière, Vents d'Ouest, 2005
2. La Farce du cuvier, d'après un auteur anonyme, Vents d'Ouest, 2005
3. Le Médecin malgré lui, d'après Molière, Vents d'Ouest, 2006
4. L'Avare, d'après Molière, avec François Torres (co-adaptation) et le Kawaï Studio (dessin), Vents d'Ouest, 2006
5. George Dandin, d'après Molière, avec Richard DI Martino (dessin), Vents d'Ouest, 2006
6. Dom Juan, d'après Molière, Vents d'Ouest, 2008
7. Roméo et Juliette, d'après William Shakespeare, Vents d'Ouest, 2008
8. Les Fourberies de Scapin, d'après Molière, Vents d'Ouest, 2010

- Gastoon (dessin), avec Yann (scénario) et Jean Léturgie (scénario), Marsu Productions

1. Gaffe au neveu, 2011
2. Des vertes et des pas mûres, 2012

- Les Profs (dessin), avec Erroc (scénario) et Sti (co-scénario depuis le tome 21), Bamboo Édition :

1. Hors-Sujet, 2016.
2. Note to be, 2017.
3. Lycée Boulard, 2017.
4. Rentrée des clashs, 2018.
5. Tour de contrôles, 2019.
6. Heure de cool, 2020.
7. Oral de rattrapage, 2021.

### One-shots
- Tatsoin (dessin sous le nom Squad), avec Sébastien Goethals (dessin sous le nom Habitbol) et Jean Léturgie (scénario sous le nom Berd'Ach), John Eigrutel Productions, 1999.
- Vioq micmac (dessin), avec Jean Léturgie (scénario), John Eigrutel Productions, coll. « Collector », 2001.
- Space Cake, t.1 : Comique trip (dessin), avec Jean Léturgie (scénario), Vents d'Ouest, coll. « Humour », 2004[3].
- L'Encyclopédie des prénoms (dessin), avec Gégé et Bélom (scénario), Vents d'Ouest, coll. « Humour » :

13. Jean, 2006.
15. Sophie (sous le nom Régis Moulinet), 2006.
22. Léa (sous le nom Régis Moulinet), 2007.
- Mo, le rire est le propre de l'homme, John Eigrutel Productions, 2009.
- Les Quatre Quarts : La Taverne d'Ali Baba  avec Serge Carrère, Brigitte Carrère, Weissengel (scénario) et Véro Borev (couleurs), 12 bis, 2010.
- Spirou Dream Team : Marcinelle Blues (dessin), avec Yann (scénario), Dupuis, 2011  (ISBN 978-2-8001-4945-5)[4].
- Gryyym (illustrations pour le chapitre La chute d'Orthlong de Joseph Lacroix), 2020.